# 宇宙飛行士一覧
宇宙飛行士一覧（うちゅうひこうしいちらん）は、宇宙飛行士の一覧。（宇宙飛行関係者とされる者も含む。）
それぞれの項目の日付は当該国民が初めて宇宙飛行を行った日付である。
日本の宇宙飛行士については日本人の宇宙飛行を参照。
宇宙飛行を行った時系列の国家ランキングは国籍別による宇宙飛行の年表を参照。
選考年別の一覧は、選考年別の宇宙飛行士の一覧
2004年に登場した、民間資本によるコマーシャル・アストロノーツは別に記述する。
このリストは非常に不完全で一部が不正確である。アメリカ合衆国国籍の宇宙飛行士だけで332人以上存在する。より正確なリストはList of space travelers by nationalityを参照。

## ソビエト連邦（1961年4月12日）
ユーリ・ガガーリン
1961年4月12日、ボストーク1号に搭乗し、人類で初めて有人宇宙飛行を遂げた。
ゲルマン・チトフ
1961年8月7日、ボストーク2号に搭乗し、人類で初めて宇宙酔いを経験した。このときの年齢25歳は2008年現在でも宇宙飛行の最年少記録である。
ヴァレリー・ブィコフスキー
1963年6月14日、ボストーク5号に搭乗し、軌道上に5日間滞在した。宇宙飛行士一人による単独飛行のケースとしては2007年現在でも最長記録である。
ワレンチナ・テレシコワ
1963年6月16日、ボストーク6号に搭乗し、女性初の有人宇宙飛行を遂げた。
アレクセイ・レオーノフ
1965年3月18日、ボスホート2号において、人類で初めて宇宙遊泳を行った。
ウラジーミル・コマロフ
1967年4月23日、ソユーズ1号に搭乗したが、帰還時にパラシュートが展開できず地上に激突死した。有人宇宙飛行で初めての死亡事故となった。
ピョートル・クリムク
1973年のソユーズ13号、1975年のソユーズ18号でのサリュート4号、1976年のソユーズ30号。
ヴャチェスラフ・ズードフ
1976年のソユーズ23号に搭乗。帰還カプセルが風に流されテンギツ湖に着水した為ソビエト連邦の宇宙飛行士で初の着水経験者となった。
スベトラーナ・サビツカヤ（Svetlana Savitskaya）
1982年8月初飛行。1984年7月25日、女性として初の宇宙遊泳を行った。
アナトリー・アルツェバルスキー（Anatoly Artsebarsky）
1991年5月18日の初飛行においてソユーズTM-12で宇宙に出、同年8月19日のソ連8月クーデター時に宇宙にいたため、10月10日に地表に戻った時には自国がロシア共和国になっていた。
トクタル・アウバキロフ（Toktar Aubakirov）
1991年10月2日、ソユーズTM-13に搭乗した。

### ロシア（1991年12月26日）
アレクサンドル・ヴォルコフ（Alexander Alexandrovich Volkov）
1985年9月初飛行。1991年10月2日にソユーズTM-13で宇宙に出、セルゲイ・クリカレフとともに、同年12月26日のソ連崩壊に際して宇宙にいた二人のロシア人宇宙飛行士の一人となった。
ワレリー・ポリャコフ（Valeri Polyakov）
1988年8月初飛行。1994年のミッションにおいて、同年1月4日に宇宙に上がってから、翌1995年3月22日に帰還するまで、単一の宇宙滞在としては最長となる437日17時間58分（1年2ヶ月余り）という記録を作った。
セルゲイ・クリカレフ（Sergei Krikalev）
1988年11月初飛行。1991年5月18日にソユーズTM-12で宇宙に出、翌年3月に帰還したため、ソビエト連邦崩壊に際しての一連の事件の全ての期間において宇宙にいた唯一人のロシア人となり、「ソビエト連邦最後の宇宙飛行士」と呼ばれることもある。2005年時点で、宇宙滞在時間が最も長い宇宙飛行士であり、6回目の飛行を終えた時点で、通算803日9時間39分という記録を持つ。
ユーリイ・バツーリン（Yuri Baturin）
1998年初飛行。国防省の元アドバイザー。ロシアでは政治関係に携わっていた人間で初の宇宙飛行士。

### カザフスタン（1994年7月1日）
タルガット・ムサバイエフ
1994年初飛行。1991年の時はソユーズTM-13のバックアップ。カザフスタン出身だがロシアの宇宙飛行士として活動している。

## アメリカ合衆国（1961年5月5日）

### 初期～ジェミニ計画
初期の宇宙進出（マーキュリー計画）からジェミニ計画にかけて主な業績を打ち立てている宇宙飛行士。
アラン・シェパード
マーキュリー7の一人。1961年5月5日、アメリカ人で初めて有人宇宙飛行（弾道飛行）を遂げる。
その後、1971年にアポロ14号に船長として参加し、“マーキュリー7”の7人の中では唯一人、月面に降り立っている（史上5人目）。
ヴァージル・グリソム
マーキュリー7の一人。1961年7月21日、アメリカ人2人目となる有人宇宙飛行（弾道飛行）を遂げる。1967年1月27日、アポロ1号の事故により死去。アメリカの宇宙開発計画における最初の犠牲者の一人になった。
ジョン・グレン
マーキュリー7の一人。1962年2月20日、アメリカ人3人目となる有人宇宙飛行、かつアメリカ人として初めて地球周回軌道を回った。1998年には77歳で再び宇宙に出、宇宙飛行の最年長記録を樹立した。
デイヴィッド・スコット
1966年3月16日、ジェミニ8号のパイロットとして、人類史上初のランデブーと宇宙空間でのドッキングを成功させた。アポロ計画にも1969年の9号と1971年の15号で参加し、船長を務めたアポロ15号では月面に降り立った（史上7人目）。

### アポロ計画（1967年）
アポロ計画の頃に主な業績を打ち立てている宇宙飛行士。
ニール・アームストロング
1966年3月16日初飛行（ジェミニ8号）。アポロ11号船長として、1969年7月19日、人類で初めて月面に立った。
エドウィン・オルドリン
1966年11月11日初飛行（ジェミニ12号）。アポロ11号パイロットとして、1969年7月19日、人類で初めて月面歩行を行った。
ジム・ラヴェル
1965年12月4日初飛行（ジェミニ7号）。1970年4月11日に打ち上げられたアポロ13号の船長として特に知られる。1973年にスカイラブ計画が始まる以前の時点では、宇宙空間に滞在した時間が最も長い宇宙飛行士だった。
ユージン・サーナン
1966年7月3日初飛行（ジェミニ9号）。1972年12月、アポロ計画最後の宇宙船アポロ17号の船長を務め、現在、月に「最後に着陸した」人物である。

### スカイラブ計画
1973年に1号が打ち上げられたスカイラブ計画に関連する宇宙飛行士。
スカイラブ2号
1973年5月25日に打ち上げ。乗員は28日間宇宙に滞在した。
- ピート・コンラッド
- en:Paul J. Weitz
- en:Joseph Kerwin

スカイラブ3号
1973年7月28日に打ち上げ。乗員は59日間宇宙に滞在した。
- アラン・ビーン
- en:Jack Lousma
- オーウェン・ギャリオット
  - 息子はコンピュータ用ロールプレイングゲームのウルティマシリーズの作者であり、2008年に宇宙飛行関係者としてソユーズに搭乗し、国際宇宙ステーションに滞在したリチャード・ギャリオット。アメリカ人で初めて、親子宇宙滞在となった。

スカイラブ4号
1973年11月16日に打ち上げ。乗員は84日間宇宙に滞在した。
- en:Gerald Carr (astronaut)
- ウイリアム・ポーグ
- en:Edward Gibson

### スペースシャトル時代（1981年）
スペースシャトルが用いられるようになって以後の時代の宇宙飛行士。
ジョン・ヤング
スペースシャトルの最初の宇宙飛行（STS-1）での機長、ジェミニ計画、アポロ計画にも参加している
ロバート・クリッペン
スペースシャトルの最初の宇宙飛行（STS-1）での操縦士
ノーマン・サガード（Norman Thagard）
1983年6月4日初飛行。1995年3月14日、アメリカ人としては初めて、ロシアの宇宙船（ソユーズTM-21）に搭乗して宇宙に出た。この飛行において、ロシアの宇宙ステーションミールに115日間滞在した。
サリー・ライド
1983年6月18日、アメリカ人女性として初の有人宇宙飛行を遂げた。
キャサリン・D・サリバン（Kathryn D. Sullivan）
1984年10月11日、アメリカ人女性として初の宇宙遊泳を行った。
エリソン・オニヅカ
1985年1月24日、日系アメリカ人として初の有人宇宙飛行を遂げた。1986年1月28日、乗り組んでいたスペースシャトル・チャレンジャーの事故で殉職。
ジェイク・ガーン（Jake Garn）
1985年4月12日、現職の国会議員として世界で初めて有人宇宙飛行を遂げた。
タイラー・ワン（Taylor Wang, 王贛駿）
1985年4月29日、中国系アメリカ人として初の有人宇宙飛行を遂げた。
ダニエル・M・タニ(Daniel Michio Tani）
2001年12月5日、2人目の日系アメリカ人宇宙飛行士。2007年10月23日から、日系人初の国際宇宙ステーション長期滞在。
フランクリン・チャン・ディアス（Franklin Chang-Diaz）
1986年1月18日、コスタリカ系アメリカ人として初の有人宇宙飛行を遂げた。
グィオン・ブリュフォード（Guion Bluford）
1992年12月2日、アフリカ系アメリカ人として初めて有人宇宙飛行を遂げた。
アイリーン・コリンズ
1995年2月3日の初飛行において、初の女性パイロットとして、ディスカバリーの操縦をになった。1997年7月23日打ち上げのミッションにおいては、女性初の宇宙船船長としてコロンビアを指揮した。
カルロス・ノリエガ（Carlos I. Noriega）
ペルー生まれ、ラテン系アメリカ人。1997年5月15日、南米大陸出身者として初めて有人宇宙飛行を遂げた。
デニス・チトー（Dennis Tito）
世界初の民間宇宙旅行者。2001年4月28日、ロシアの宇宙船ソユーズで国際宇宙ステーション(ISS)を訪れ、7日22時間8分滞在した。この宇宙旅行のために、2000万ドル支払ったとされる。
マイク・メルヴィル（Mike Melvill）
2004年6月21日、スペースシップワンにより民間人製造の宇宙船による初の宇宙飛行を遂げた。
リサ・ノワック
2006年7月4日初飛行（STS-121）。2007年2月、誘拐未遂などの容疑で逮捕されるという不祥事を起こし、飛行資格を剥奪された。
アニューシャ・アンサリ
女性初の民間宇宙旅行者。2006年9月18日、ロシアの宇宙船ソユーズで国際宇宙ステーションを訪問、9月29日まで10日21時間4分滞在した。この宇宙旅行のために、2000万ドル支払ったとされる。本来、日本人実業家の榎本大輔が飛行する予定であったが健康上の理由でバックアップクルーである彼女が飛行することになった。
グレッグ・オルセン
3番目の民間宇宙旅行者。2005年10月1日、ソユーズでISSに訪問した。
リチャード・ギャリオット
6番目の民間宇宙旅行者。2008年10月14日、ソユーズでISSに訪問した。en:Owen Garriott飛行士の息子であり、親子二代で宇宙に滞在した。

## キューバ（1980年9月18日）
アルナルド・タマヨ・メンデス（Arnaldo Tamayo Méndez）
アメリカ合衆国を除き、西半球の世界の人物で初の有人宇宙飛行。

## チェコ（1978年2月3日）
ウラジミル・レメック（Vladimír Remek）
チェコ人初の有人宇宙飛行。

## ポーランド（1978年6月27日）
ミロスワフ・ヘルマシェフスキ（Mirosław Hermaszewski）
ポーランド人初の有人宇宙飛行。

## ドイツ（1978年8月26日）

### 東ドイツ（1978年8月26日）
ジークムント・イェーン
ドイツ人初の有人宇宙飛行。ソユーズ31号に搭乗した。

### 西ドイツ（1983年11月28日）
ウルフ・メルボルト（Ulf Merbold）
1983年11月28日、当時の西ドイツ国籍の人間として初の有人宇宙飛行。NASAのSTS-9に参加、スペースシャトルコロンビアに搭乗。

## ブルガリア（1979年4月10日）
ギオルギー・イワノフ（Georgi Ivanov）
ブルガリア人初の有人宇宙飛行。

## ハンガリー（1980年5月26日）
ファルカシュ・ベルタラン（Falkash Bertalan）
ハンガリー人初の有人宇宙飛行。
チャールズ・シモニー
5番目の民間宇宙旅行者。2007年4月7日にISSへソユーズで訪問し、2009年3月26日には2度目の宇宙旅行を行った。唯一、複数回の宇宙旅行を行った人物。

## ベトナム（1980年7月23日）
ファム・トゥアン（Phạm Tuân）
アジア人初の有人宇宙飛行を遂げる。ソユーズ37号に搭乗した。

## モンゴル（1981年3月22日）
ジェクテルデミット・グラグチャ（Zhugderdemidiyn Gurragcha）
モンゴル人初の有人宇宙飛行。アジア人としては2人目。ソユーズ39号に搭乗した。
マイダルジャヴィン・ガンゾリグ
ソユーズ39号においてグラグチャのバックアップを務めた。

## ルーマニア（1981年5月14日）
ドゥミトール・プルナリウ（Dumitru Prunariu）
ルーマニア人初の有人宇宙飛行。

## フランス（1982年6月24日）
ジャン＝ルー・クレティエン（Jean-Loup Chrétien）
フランス人初の有人宇宙飛行。
クローディ・エニュレ（Claudie Haigneré）
1996年初飛行。2002年の2度目の飛行において、ヨーロッパ人女性として初めて国際宇宙ステーションを訪れた。

## インド（1984年4月2日）
ラケッシュ・シャルマ（Rakesh Sharma）
インド人初の有人宇宙飛行。ソユーズT-11号に搭乗した。

## カナダ（1984年10月5日）
マルク・ガルノー（Marc Garneau）
カナダ人初の有人宇宙飛行。
ギー・ラリベルテ（Guy Laliberté）
7番目の民間宇宙旅行者。2009年9月30日にソユーズでISSを訪問した。

## サウジアラビア（1985年6月17日）
スルタン・ビン・アブドゥルアズィーズ・アル・サウード（Sultan bin Salman bin Abdulaziz al-Saud）
サウジアラビア人初の有人宇宙飛行を遂げた宇宙飛行士であり、ソヴィエト連邦以外の国の宇宙船で宇宙に出た最初のアジア人である（アジア系アメリカ人除く）。 STS-51-Gに参加し、スペースシャトル・ディスカバリーに搭乗した。

## オランダ（1985年11月6日）
ウッボ・オッケルス（Wubbo Ockels）
オランダ人初の有人宇宙飛行。

## メキシコ（1985年11月26日）
ロドルフォ・ネリ・ヴェラ（Rodolfo Neri Vela）
メキシコ人初の有人宇宙飛行。ラテンアメリカ出身者としては、キューバのメンデスに次いで2人目。アメリカ合衆国とカナダ以外では、アメリカ大陸の国の出身者として初。

## シリア（1987年7月22日）
ムハンマド・ファーリス（Muhammed Faris）
シリア人初の有人宇宙飛行。

## アフガニスタン（1988年8月29日）
アブドゥルアフド・ムハンマド（Abdul Ahad Mohmand）
アフガニスタン人初の有人宇宙飛行。

## 日本（1990年12月2日）
名前が括弧書きの人物は、まだ実際に飛行していない有資格者および訓練中の宇宙飛行予定者。
秋山豊寛
1990年12月2日、日本人初の有人宇宙飛行。ソユーズTM-11号に搭乗し、宇宙ステーションミールに6日間滞在の後、先任クルーと共にソユーズTM-10号にて地球へ帰還。当時TBSの社員であり、「宇宙特派員」として宇宙へ派遣。国際基督教大学教養学部卒。旧ソビエト連邦宇宙飛行士。

毛利衛
1992年初飛行（STS-47）。2000年に2度目の飛行（STS-99）。スペースシャトル計画において飛行した初の日本人。北海道大学理学部化学科卒（原子工学）。宇宙航空研究開発機構（JAXA）・アメリカ航空宇宙局（NASA）宇宙飛行士。
向井千秋
1994年初飛行（STS-65）。日本人・アジア人の女性として初の有人宇宙飛行。1998年に2度目の飛行（STS-95）を行い、複数回宇宙に出た最初の日本人となった。慶應義塾大学医学部卒（心臓血管外科）。JAXA・NASA宇宙飛行士。
若田光一
1996年初飛行（STS-72）、日本人としては初めてミッションスペシャリスト（搭乗運用技術者）として参加した。2000年に2度目の飛行（STS-92）。また、日本人としては初めて国際宇宙ステーションへ長期滞在を行った(往路STS-119 復路STS-127)。九州大学工学部航空工学科卒（宇宙工学）。JAXA・NASA宇宙飛行士。
土井隆雄
1997年初飛行（STS-87）、同時に、日本人として初めて宇宙船外活動を行った。2008年に2度目の飛行（STS-123）。東京大学工学部航空学科卒（宇宙工学）。JAXA・NASA宇宙飛行士。
野口聡一
2005年初飛行（STS-114）。東京大学工学部航空学科卒（航空学）。2009年にはJAXA・NASA宇宙飛行士としては初めて、ソユーズに搭乗し国際宇宙ステーションへ5ヶ月半の滞在を行った（TMA-17）。また、日本人として初めて宇宙船の操縦業務（副操縦士）に関わった。JAXA・NASA宇宙飛行士。
星出彰彦
2008年初飛行（STS-124）。慶應義塾大学理工学部機械工学科卒（熱流体工学）。JAXA・NASA宇宙飛行士。2012年初夏頃にソユーズに搭乗し、国際宇宙ステーションへ6ヶ月程度の長期滞在が予定されている。
山崎直子
東京大学工学部航空学科卒（宇宙工学）。JAXA宇宙飛行士。2010年4月にSTS-131で初飛行。
古川聡
東京大学医学部医学科卒（消化器外科）。JAXA宇宙飛行士。2011年6月にソユーズTMA-02Mにて初飛行し、国際宇宙ステーションへの6ヶ月程度の長期滞在が開始されている。
油井亀美也
防衛大学校理工学専攻卒。2009年4月よりJAXA宇宙飛行士候補者として訓練し、2011年7月25日付でJAXA宇宙飛行士に認定。2015年7月ソユーズに搭乗し国際宇宙ステーションへ5ヶ月滞在予定。元航空自衛官。
大西卓哉
東京大学工学部航空宇宙工学科卒。2009年4月よりJAXA宇宙飛行士候補者として訓練し、2011年7月25日付でJAXA宇宙飛行士に認定。元ANA運航本部所属のパイロット。
金井宣茂
防衛医科大学校医学科卒。2009年9月よりJAXA宇宙飛行士候補者として訓練し、2011年7月25日付でJAXA宇宙飛行士に認定。元海上自衛官。

## イギリス（1991年5月18日）
ヘレン・シャーマン（Helen Sharman）
イギリス人初の有人宇宙飛行。ソビエト連邦、アメリカ合衆国の出身者以外では、女性として初めて有人宇宙飛行を遂げた。

## イタリア（1991年7月31日）
フランコ・マレルバ（Franco Malerba）
イタリア人初の有人宇宙飛行。

## オーストリア（1991年10月2日）
フランツ・フィーベック（Franz Viehböck）
オーストリア人初の有人宇宙飛行。ソユーズTM-13に搭乗した。

## ベルギー（1992年3月24日）
ディルク・フリムー（Dirk Frimout）
ベルギー人初の有人宇宙飛行。

## ペルー（1997年5月12日）
カルロス・ノリエガ（Carlos Noriega）
スペースシャトル計画において飛行した初のペルー人。

## オーストラリア（1996年5月19日）
アンドリュー・トーマス（Andrew S. W. Thomas）
オーストラリア人初の有人宇宙飛行。

## ウクライナ（1997年10月19日）
レオニド・カデニューク（Leonid Kadeniuk）
ウクライナ人初の有人宇宙飛行。

## スペイン（1998年10月29日）
ペドロ・デュケ（Pedro Duque）
スペイン人初の有人宇宙飛行。

## スロバキア（1999年2月28日）
イヴァン・ベラ（Ivan Bella）
スロバキア人初の有人宇宙飛行。

## 南アフリカ共和国（2002年4月25日）
マーク・シャトルワース（Mark Shuttleworth）
アフリカ大陸に所在する国の人物として初の有人宇宙飛行。世界で2番目の民間宇宙旅行者。

## イスラエル（2003年1月16日）
イラン・ラモン（Ilan Ramon）
イスラエル人初の有人宇宙飛行。その帰還行において、スペースシャトル・コロンビアの事故により犠牲となった。

## 中国（2003年10月15日）
楊利偉（よう　りい, ヤン・リーウェイ, Yang Liwei）
2003年10月15日、「神舟5号」で中国人として初の有人宇宙飛行。世界で3番目の国家技術自主飛行であり、地球周回軌道を回った。
費俊龍（ひ　しゅんりゅう, フェイ・ジュンロン, Fei Junlong）
2005年10月12日、「神舟6号」で中国としては初となる複数名（2名）による宇宙飛行。指令長。
聶海勝（じょう　かいしょう, ニエ・ハイション, Nie Haisheng）
2005年10月12日、「神舟6号」で中国としては初となる複数名（2名）による宇宙飛行。
2013年6月11日、「神舟10号」（船長）
翟志剛
2008年9月17日、「神舟7号」（船長）
劉伯明
2008年9月17日、「神舟7号」
景海鵬
2008年9月17日、「神舟7号」
2012年6月16日、「神舟9号」（船長）
劉旺
2012年6月16日、「神舟9号」
劉洋
2012年6月16日、「神舟9号」で、中国人女性で初めての宇宙飛行。

## ブラジル（2006年3月30日）
マルコス・ポンテス（Marcos Pontes）
南アメリカ大陸にある国の人物として初の有人宇宙飛行。ソユーズTMA-8に搭乗。

## スウェーデン（2006年12月10日）
クリステル・フォーグレサング（Christer Fuglesang）
スウェーデン人初の有人宇宙飛行。STS-116のクルー。

## マレーシア（2007年10月11日）
シェイク・ムザファ・シュコア（Sheikh Muszaphar Shukor）
マレーシア人初の有人宇宙飛行。ソユーズTMA-11に搭乗。イスラム教徒であり、宇宙でラマダーン（断食月）を過ごした初のイスラム教徒となった。

## 韓国（2008年4月8日）
イ・ソヨン（李素妍、Yi Soyeon 、宇宙飛行関係者）
韓国人（朝鮮民族）初の有人宇宙飛行。韓国政府が商用宇宙旅行の権利を260億ウォンで購入し、宇宙飛行関係者(SFP-spaceflight participant)としてソユーズTMA-12に搭乗させた。当初はコ・サンが搭乗予定だったが、禁止されている資料を持ち出すなど、ロシア連邦宇宙局の訓練規程に繰り返し違反した為、同僚で予備チームに所属していた彼女が交代要員として搭乗した。

## プエルトリコ（2009年3月16日）
ジョセフ・アカバ（Joseph M. Acaba）
プエルトリコ人初の有人宇宙飛行。STS-119のクルー。